# S-39 (潜水艦)
|          |                                                        |
| 艦歴     |                                                        |
| 発注:    |                                                        |
| 起工:    | 1919年1月14日                                          |
| 進水:    | 1919年7月2日                                           |
| 就役:    | 1923年9月14日                                          |
| 退役:    |                                                        |
| その後:  | 座礁し1942年8月13日に放棄                              |
| 除籍:    |                                                        |
| 性能諸元 |                                                        |
| 排水量:  | 水上 854トン 水中 1,062トン                            |
| 全長:    | 211 ft (64.3m)（水線長） 219 ft 3 in (66.83 m)（全長） |
| 全幅:    | 20 ft 9 in (6.30 m)                                    |
| 吃水:    | 16 ft (4.9m)                                           |
| 機関:    |                                                        |
| 最大速:  | 水上14.5ノット (27 km/h) 水中11ノット (20 km/h)        |
| 乗員:    | 士官、兵員42名                                         |
| 兵装:    | 4インチ砲1門 21インチ魚雷発射管4門                     |

S-39 (USS S-39, SS-144) は、アメリカ海軍の潜水艦。S級潜水艦の1隻。

## 艦歴
S-39は1919年1月14日にカリフォルニア州サンフランシスコのベスレヘム造船株式会社で起工した。1919年7月2日にクララ・M・フーバーによって命名、進水し、1923年9月14日に艦長ジョン・A・スコット大尉の指揮下就役した。
就役後の整調を終え、S-39は戦闘艦隊潜水艦部隊に合流した。1923年10月から12月までカリフォルニア州南部で演習に従事する。翌1924年にはパナマ運河南方に移動し、その後カリブ海で最終公試、演習および訓練潜航を行う。4月にはメア・アイランド海軍造船所に戻り最初のオーバーホールを受けた。
9月17日、S-39はサンフランシスコを出航しフィリピンに向かう。真珠湾とグアムを経由して、11月5日にマニラに到着。アジア艦隊第17潜水戦隊 (SubDiv 17) に加わりルソン島海域で訓練を行った。1925年5月半ばに部隊と共にアジア大陸に向かい、廈門と香港を経由して青島に到着した。9月初めまで青島で活動し、その後マニラに帰還、続く16年間を夏は青島からの中国沿岸の哨戒、冬はフィリピンでのオーバーホール、機関公試、陸軍と海軍の共同訓練、演習および短期哨戒といったスケジュールを繰り返した。
ちょうど真珠湾攻撃の直前、S-39（ジェームズ・W・コー艦長）はルソン島南方を偵察中であった。12月8日の後、S-39はサンベルナルジノ海峡に移動し、日本軍の機雷敷設を妨害しようとした。機雷敷設艦は護衛艦によって守られ、S-39は爆雷攻撃により湾に留まらざるを得なかった。12月11日、S-39は一日中攻撃を耐えることとなる。その後、より有望な任務である日本軍の補給線の切断に従事することとなる。12月13日、S-39は日本の貨物船を攻撃したが、再び護衛艦による反撃を受け、戦果を確認することはできなかった。S-39は哨戒を続け、他の目標を追跡したものの戦果はなく、12月21日にマニラに帰還した。
敵機の活動が活発になり、同地域の海軍施設を守ることができなくなると、1942年1月中旬に S-39はABDACOMに合流した。途中第2の哨戒を行い、1月24日にスラバヤに到着する。簡略化した信頼性検査の後、第3の哨戒に出撃する。
軍司令部は日本軍のティモール上陸を予想し、S-39はカリマタ海峡に配備された。日本軍の本隊は海峡を通過しジャワに上陸したが、S-39はそれを発見することはなかった。S-39は南シナ海、ジャワ海で活動し、チェビア島を踏査、シンガポールを脱出したイギリス軍高官を捜索した。S-39は捜索隊を上陸させたものの、発見することはできなかった。S-39はスンダ海峡を経由してオーストラリアに向かい、3月4日に南緯04度22分 東経108度23分 / 南緯4.367度 東経108.383度の地点で6,500トンの給油艦襟裳を発見。S-39 は目標を「厳島丸」（日本水産、10,006トン）あるいは「建川丸」（川崎汽船、10,090トン）と推定してMk10型魚雷を4本発射し、うち3本が命中して爆発するのを確認した。これは姉妹艦のS-37 (USS S-37, SS-142) 、S-38 (USS S-38, SS-143) が挙げた戦果と同様に、「シュガー・ボート」が挙げた顕著な戦果であった。2週間後 S-39はフリーマントルに到着し、4月末までにブリスベンに移動、5月1日には第4の哨戒に出航した。続く4週間の間 S-39はルイジアード諸島の指定地域を踏査し、その後ソロモン諸島海域での活動に従事した。
フランシス・E・ブラウン艦長に指揮された S-39の第5の哨戒は、機械的故障で2度、副長の体調不良による入院で1度の計3度延期され、8月10日に開始した。ニューアイルランド沖のステーションを割り当てられ、S-39は珊瑚海を横断してルイジアード諸島に向かった。8月13日から14日にかけての晩、ロセル島付近で暗礁に衝突、座礁、左舷に35度傾斜した。直ちにバラストを排出、燃料を放出して船体を軽くし緊急後退したものの、何の役にも立たなかった。激しい波が船体に打ち付け、岩の上にさらに押し上げた。8月14日は一日中、15から20フィートの波が打ち付けたが、乗組員は艦のコントロールを回復させるために、さらに燃料を放出したり信管を外した魚雷を発射したりした。8月15日、艦の傾斜は60度と増加し、波は相変わらず激しく打ち付けた。S-39は岩に激しくぶつかり続けたが、掃海艇カトゥーンバ (HMAS Katoomba) が救援に訪れるとの連絡が行われた。乗組員の脱出が始まり、C・N・G・ヘンドリクス中尉とW・L・シェーンロック曹長は陸上へ向かって泳ぎ、ラインを張るために発射して暗礁に引っかかった魚雷を安全にした。その後他の乗組員の脱出を支援し、正午までに32人が海岸に到達した。カトゥーンバはその後まもなく到着し、翌16日までに S-39の乗組員の大半が乗艦した。艦長は S-39 が波に打ち付けられるままであることに納得したため、砲撃によって破壊されることなく、そのまま岩の上に残された。S-39の乗組員はタウンズビルへ送り届けられ、他の潜水艦での任務に再任された。平時に座礁することは不注意と考えられ、艦長は軍法会議にかけられるところであったが、ラルフ・W・クリスティ提督によって救われた。
S-39は第二次世界大戦中の戦功で2個の従軍星章を受章した。